# Сульфат хрома(II)
Сульфат хрома(II) — неорганическое соединение, соль металла хрома и серной кислоты с формулой CrSO4, 
бесцветные кристаллы, 
растворимые в воде, 
образует кристаллогидраты.

## Получение
- Действие на металлический хром разбавленной серной кислоты:

{\displaystyle {\mathsf {Cr+H_{2}SO_{4}\ {\xrightarrow {}}\ CrSO_{4}+H_{2}\uparrow }}}
- Действие на ацетат хрома(II) разбавленной серной кислоты:

{\displaystyle {\mathsf {(CH_{3}COO)_{2}Cr+H_{2}SO_{4}\ {\xrightarrow {}}\ CrSO_{4}+2CH_{3}COOH}}}
- Восстановление подкисленных растворов сульфата хрома(III) цинком:

{\displaystyle {\mathsf {Cr_{2}(SO_{4})_{3}+Zn\ {\xrightarrow {}}\ 2CrSO_{4}+ZnSO_{4}}}}

## Физические свойства
Сульфат хрома(II) образует бесцветные кристаллы, растворимые в воде, водные растворы устойчивы в отсутствие кислорода.
Образует кристаллогидраты состава CrSO4•n H2O, где n = 1, 2, 4, 5 и 7.
При нормальных условиях образуется кристаллогидрат CrSO4•5H2O — 
синие кристаллы
триклинной сингонии, 
параметры ячейки a = 0,724 нм, b = 1,094 нм, c = 0,601 нм, α = 125,32°, β = 97,63°, γ = 94,32°.

## Химические свойства
- Водные растворы поглощают кислород:

{\displaystyle {\mathsf {12CrSO_{4}+3O_{2}\ {\xrightarrow {}}\ 4Cr_{2}(SO_{4})_{3}+2Cr_{2}O_{3}}}}
- В отсутствие окислителя медленно восстанавливает воду, в которой растворён, проявляя свои сильные восстановительные свойства:

{\displaystyle {\mathsf {2CrSO_{4}+2H_{2}O\ {\xrightarrow {}}\ 2Cr(OH)SO_{4}+H_{2}\uparrow }}}
- В инертной атмосфере реагирует с растворами щелочей и аммиака с выпадением коричневого осадка гидроксида хрома(II):

{\displaystyle {\mathsf {CrSO_{4}+2NaOH\ {\xrightarrow {N_{2}}}\ Cr(OH)_{2}\downarrow +Na_{2}SO_{4}}}}
- Реагирует с раствором сульфида натрия с выпадением чёрного осадка сульфида хрома(II):

{\displaystyle {\mathsf {CrSO_{4}+Na_{2}S\ {\xrightarrow {}}\ CrS\downarrow +Na_{2}SO_{4}}}}
- Реагирует с раствором карбоната натрия в инертной атмосфере с выпадением серовато-белого осадка карбоната хрома(II):

{\displaystyle {\mathsf {CrSO_{4}+Na_{2}CO_{3}\ {\xrightarrow {N_{2}}}\ CrCO_{3}\downarrow +Na_{2}SO_{4}}}}

## Применение
- В аналитической химии, как поглотитель кислорода.
- Катализатор и восстановитель в органической химии.